# Cantón de Toulouse-15
El cantón de Toulouse-15 era una división administrativa francesa, que estaba situada en el departamento de Alto Garona y la región de Mediodía-Pirineos.

## Composición
El cantón estaba formado por ocho comunas más una fracción de la comuna que le da su nombre:
- Castelmaurou
- L'Union
- Montberon
- Pechbonnieu
- Rouffiac-Tolosan
- Saint-Geniès-Bellevue
- Saint-Jean
- Saint-Loup-Cammas
- Toulouse (fracción)

## Supresión del cantón de Toulouse-15
En aplicación del Decreto n.º 2014-152 de 13 de febrero de 2014, el cantón de Toulouse-15 fue suprimido el 22 de marzo de 2015 y sus 9 comunas pasaron a formar parte; ocho del nuevo cantón de Pechbonnieu, dos del nuevo cantón de Toulouse-9 y la fracción de la comuna de Toulouse fue repartida entre los nuevos cantones de Toulouse-8 y de Toulouse-9.